# European Retail Round Table
De European Retail Round Table is een Europese groepering van grote spelers uit de Europese retailsector waarvan de hoofdzetel gevestigd is in Brussel.
14 bedrijven groeperen hun macht om zo op Europees niveau een grotere invloed te kunnen uitspelen op het politieke leven. Hierbij wordt gebruikgemaakt van een arbeidsbestand van wel 2,3 miljoen personen en een gezamenlijke omzet van meer dan 350 miljard euro. De aanwezigheid van een Europees parlement veroorzaakt dan ook een stormloop aan lobbyisten van de ERRT.

## Leden
| Lid              | Land van herkomst   |
| ---------------- | ------------------- |
| Asda (Walmart)   | Verenigd Koninkrijk |
| Auchan           | Frankrijk           |
| C&A              | Nederland           |
| Carrefour        | Frankrijk           |
| Delhaize         | België              |
| El Corte Inglés  | Spanje              |
| ICA              | Zweden              |
| IKEA             | Zweden              |
| Inditex          | Spanje              |
| Jerónimo Martins | Portugal            |
| Kingfisher plc   | Verenigd Koninkrijk |
| Lidl             | Duitsland           |
| Marks & Spencer  | Verenigd Koninkrijk |
| METRO Group      | Duitsland           |
| Mercadona        | Spanje              |
| Maersk B         | Denemarken          |
| Royal Ahold      | Nederland           |
| Tesco            | Verenigd Koninkrijk |